# 加影体育场站
加影体育场站（原先称为加影城站）位於雪兰莪州加影体育场和冷岳河旁，是巴生谷加影线的其中一个高架捷运车站，主要服务加影市中心一带的居民。本站周围有马来西亚广播电视分行、哈兹沙慕里餐馆、美丹沙爹城等美食档口和育华华文小学，是双加捷运人流量较高的一站之一，周末时可达1万5千人次。本站也十分靠近士毛月大道和流古路的道岔。
本站属于加影线第二阶段线路，于2017年7月17日開始通行。

## 车站结构
本站是位于加影体育场隔壁的高架车站。此站设计类似其他标准高架车站，一共有两个楼层和地面层。一楼是车站大厅，二楼是月台楼，各个楼层都有电梯、手扶梯和楼梯连接。
| 二楼     |                             |                                                    |
| 侧式站台 |                             |                                                    |
| 1号月台: | 9 加影往加影 KG35 (→)       |                                                    |
| 2号月台: | 9 加影往桂莎白沙罗 KG04 (←) |                                                    |
| 侧式站台 |                             |                                                    |
| 一楼     | 车站大厅                    | 自动售票机、验票闸门、售票站、车站控制台、行人天桥 |
| 地面     | 街道                        | 体育场路、巴士站、计程车站                         |

## 图片集

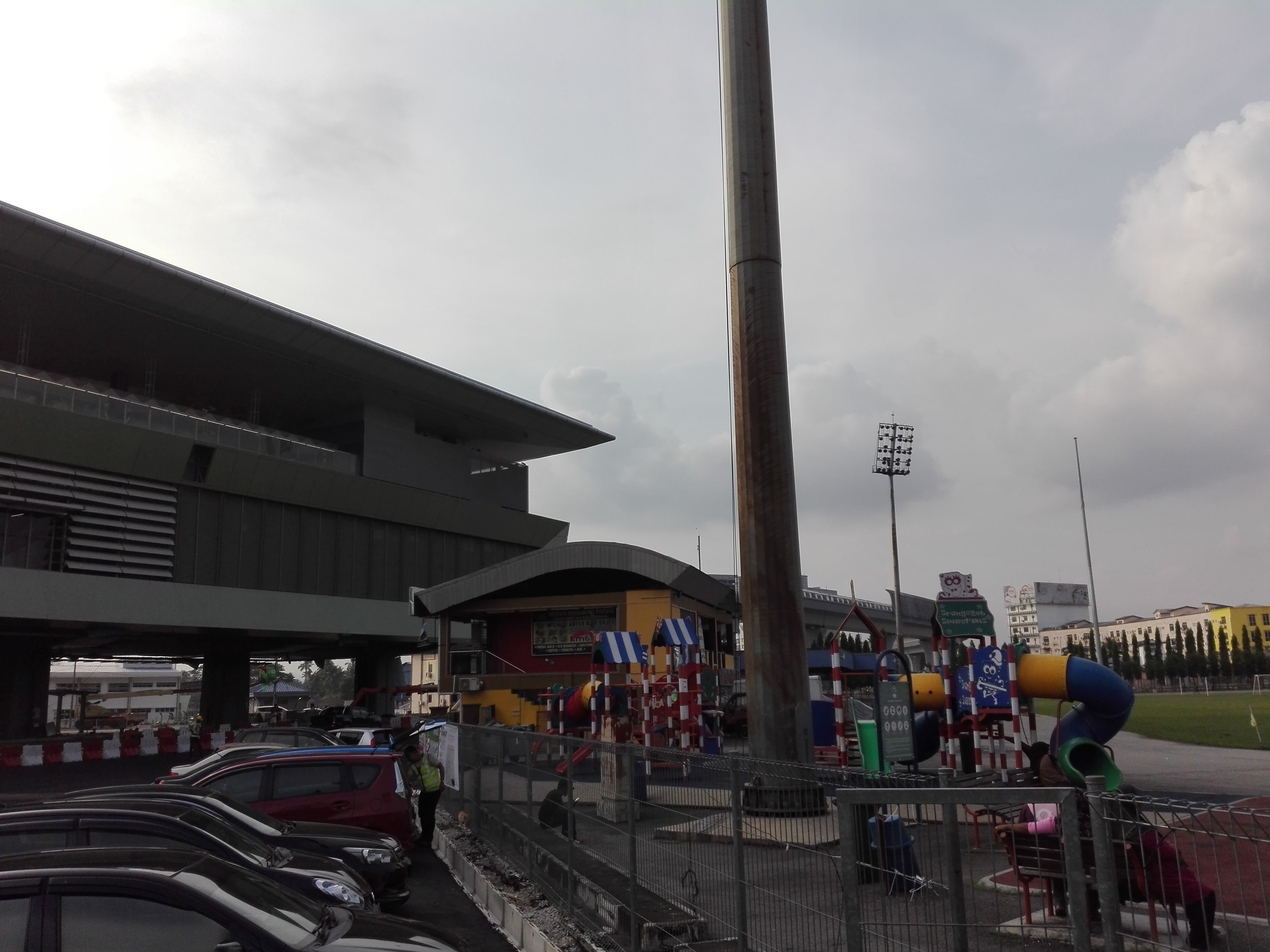
加影体育场站后面就是加影体育场
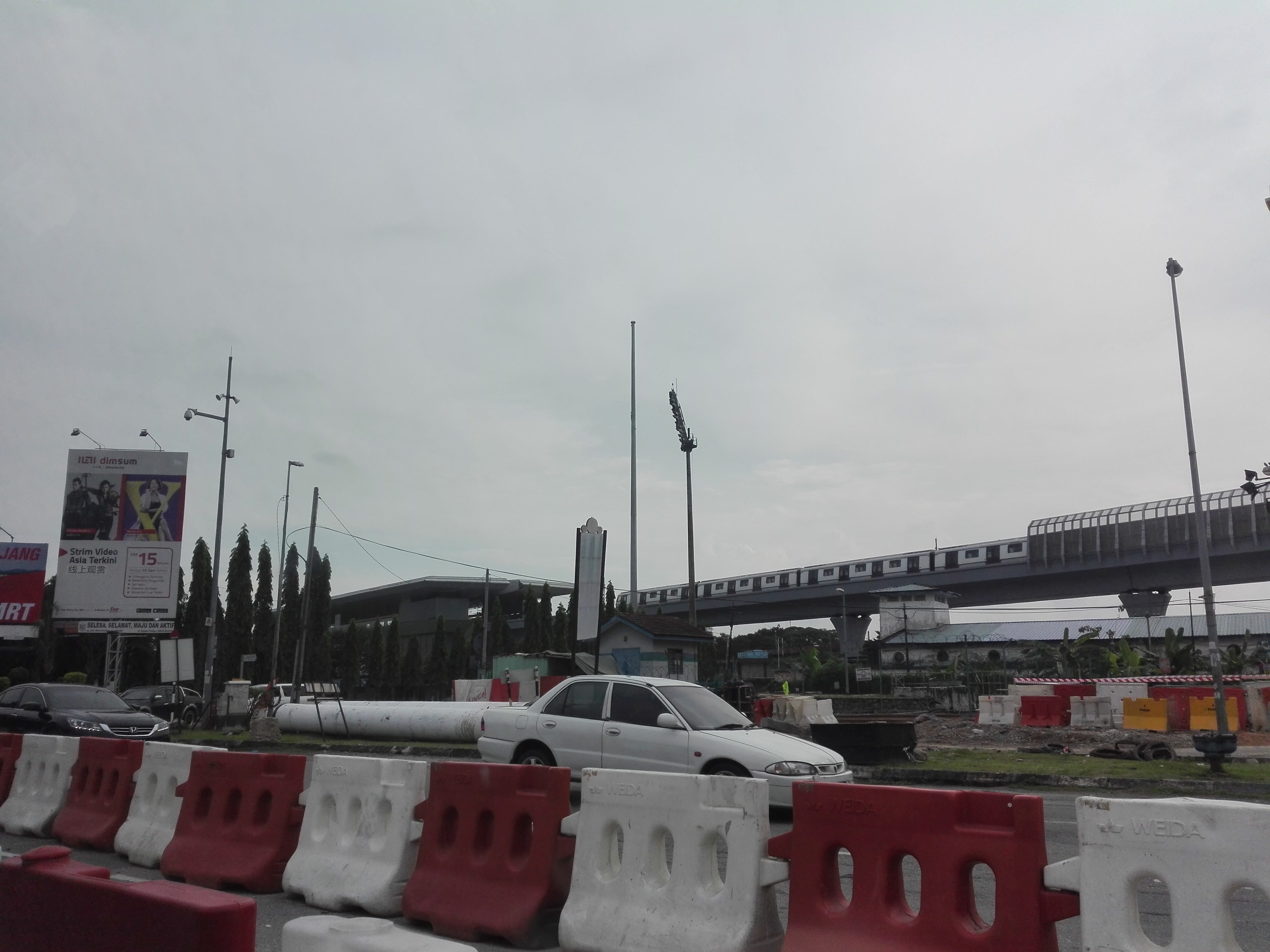
加影体育场站在加影市中心内，于双加捷运第二阶段路线测试时拍摄